# Kościół Podwyższenia Krzyża Świętego w Sulechowie
Kościół pw. Podwyższenia Krzyża Świętego w Sulechowie – rzymskokatolicki kościół parafialny w Sulechowie, w powiecie zielonogórskim, w województwie lubuskim. Należy do dekanatu Sulechów diecezji zielonogórsko-gorzowskiej.

## Historia i architektura
Jest to najstarszy i najokazalszy kościół w mieście. Budowla ta łączy w sobie elementy kolejnych epok, m.in. w XVI stuleciu w budynku nowej wieży została urządzona pierwsza w mieście biblioteka. Od 1539 do końca II wojny światowej była świątynią protestancką. W XVIII stuleciu w ołtarz głównym został umieszczony obraz Zdjęcie Chrystusa z Krzyża namalowany przez Bernharda Rodego z Berlina, a w 1830 roku wieża została podwyższona do wysokości 58 metrów.
Jest to budowla późnogotycka, murowana z cegły i kamienia, oskarpowana, halowa, posiada trzy nawy, prezbiterium jest zamknięte trójbocznie i posiada przybudówki od strony południowej i północnej, wieża mieści się po stronie południowej, posiada wiele oskarpowań. W nawie głównej i prezbiterium znajdują się sklepienia gwiaździste, w nawie bocznej – sklepienie sieciowe, elewacje są ozdobione fryzem wieńczącym o motywie czterolistnym, fasada wschodnia i zachodnia korpusu nawowego, są ozdobione szczytami z bogatą dekoracją blendową.

## Galeria

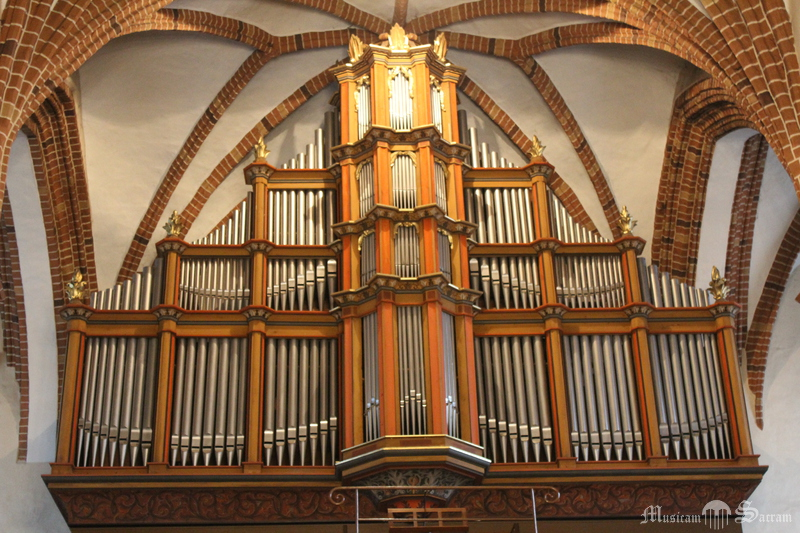
Organy
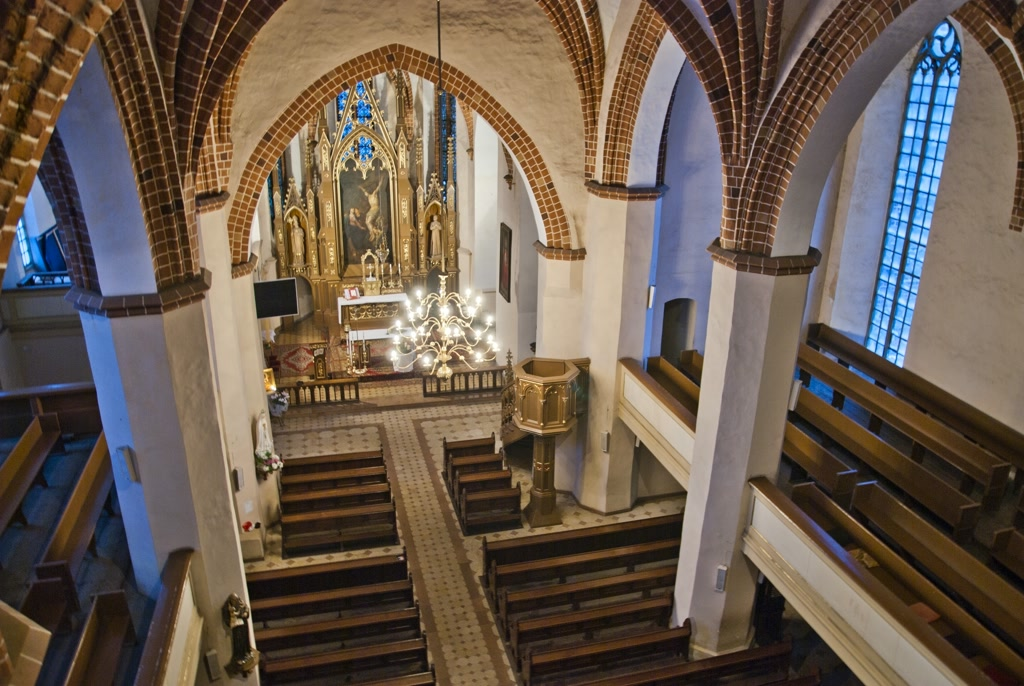
Wnętrze z obrazem Zdjęcie Chrystusa z Krzyża namalowanym przez Bernharda Rodego
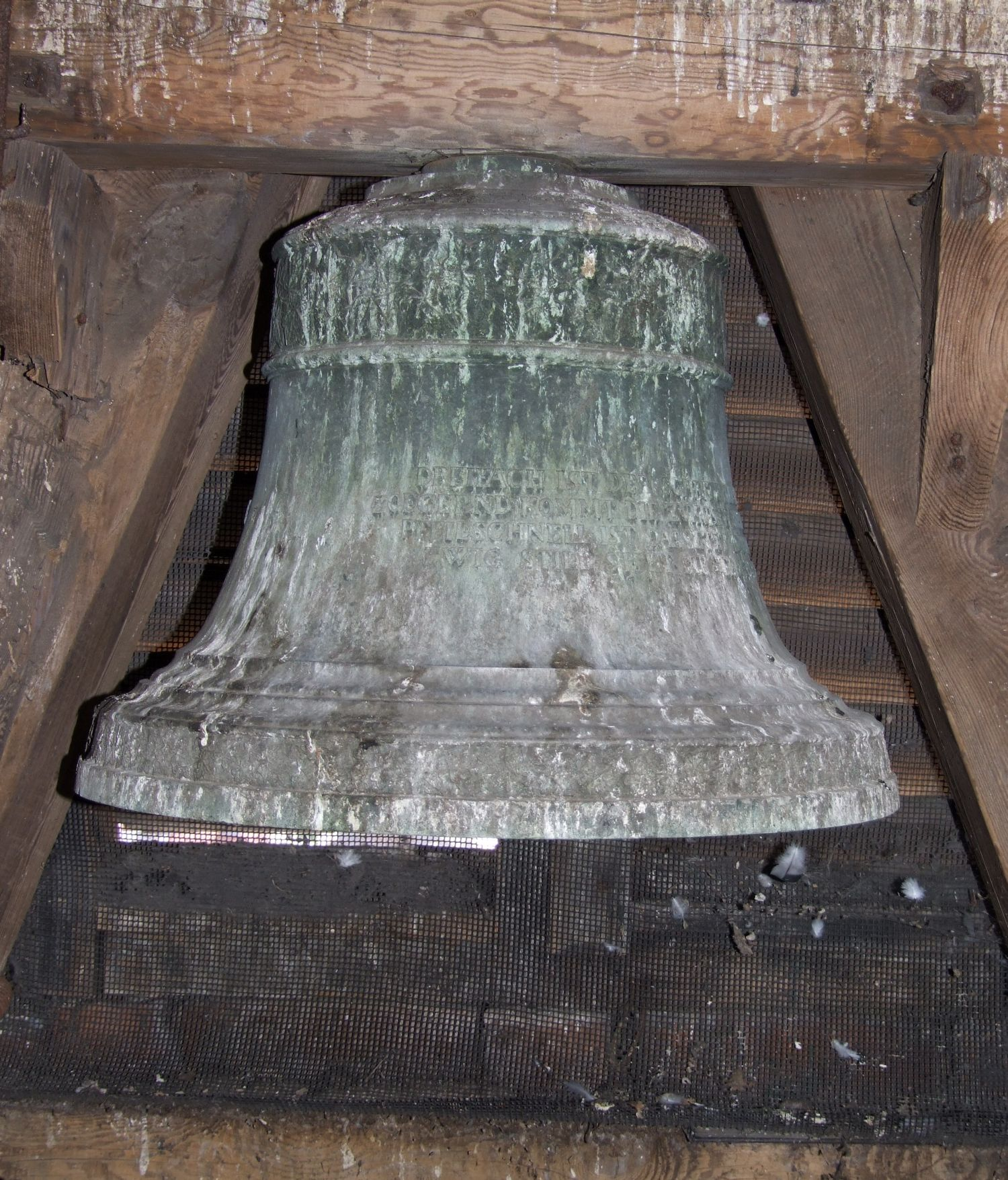
Dzwon